# Peace Boat

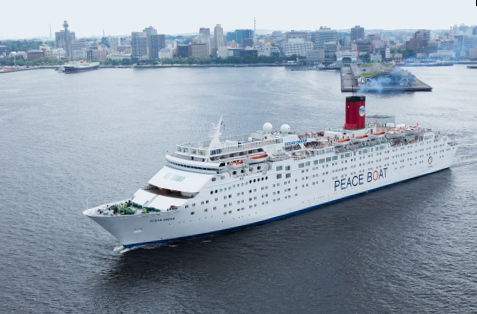
Peace Boat a Yokohama, Giappone

Peace Boat (ピ ー ス ボ ー ト, Pīsu Bōto) è un'organizzazione non governativa globale con sede in Giappone istituita allo scopo di sensibilizzare e costruire collegamenti a livello internazionale tra gruppi che lavorano per la pace, i diritti umani, la protezione dell'ambiente e lo sviluppo sostenibile. "Peace Boat" può anche riferirsi a una delle navi che intraprendono una crociera nell'ambito dell'organizzazione Peace Boat. Dalla sua fondazione nel 1983, l'organizzazione con sede a Tokyo, Shinjuku, ha lanciato oltre 100 viaggi. Queste crociere, principale strumento dell'organizzazione Peace Boat, vengono effettuate in media almeno tre volte l'anno. La Peace Boat, descritta dal San Francisco Chronicle come "una sorta di università galleggiante", offre opportunità educative a bordo, con conferenze legate ad eventi globali. Forniscono inoltre aiuti umanitari alle varie fermate e visitano le organizzazioni locali.
Oltre ai viaggi internazionali, Peace Boat realizza una serie di altri progetti in cerca di giustizia in vari ambiti internazionali come una campagna per l'abolizione delle mine terrestri, la Conferenza globale sull'articolo 9 per abolire la guerra o i forum globali di Hibakusha a bordo e nei porti. Peace Boat funge anche da segretariato regionale del Nord-Est asiatico del Partenariato globale per la prevenzione dei conflitti armati ed è membro dell'ICAN ( Campagna internazionale per l'abolizione delle armi nucleari ), avendo svolto un ruolo significativo nei negoziati per rafforzare il Trattato sulla Divieto di armi nucleari, che ha ricevuto il premio Nobel per la pace il 10 dicembre 2017. Peace Boat è una ONG che possiede lo speciale status consultivo presso il Consiglio economico e sociale delle Nazioni Unite ed è impegnata nella campagna per gli obiettivi di sviluppo sostenibile (OSS).

## Storia
Nel 1983, Yoshioka Tatsuya e Kiyomi Tsujimoto, allora studenti dell'Università di Waseda, iniziarono la Peace Boat in risposta alle controversie sui manuali di storia giapponese. Con il supporto di studenti affini alle tematiche, organizzarono il primo viaggio. Da allora Peace Boat ha visitato più di 270 porti con oltre 70.000 partecipanti.

## Crociere della Peace Boat

### Brevi crociere in Asia
Durante i primi sei anni dalla sua fondazione, Peace Boat effettuò crociere di una o due settimane in vari paesi asiatici in tutto il Giappone al ritmo di una all'anno. Il tempo sulla barca è stato utilizzato per tenere conferenze ed eventi con relatori ospiti invitati dai paesi da visitare. Una volta arrivati in porto, eventi di scambio internazionali sono stati condotti con ONG locali e gruppi di studenti. Questo divenne lo stile fondamentale su cui si sarebbe basato il resto delle crociere.

### Inizio delle crociere d'altura
Nel 1990, la decima crociera della Peace Boat segnò l'inizio della serie di crociere d'altura. Durante la crociera, scoppiò la Guerra del Golfo e la nave incontrò una portaerei americana nel Mar Rosso . Dopo il successo della prima crociera intorno al mondo, Peace Boat ne ha effettuato altre regolarmente.

### Viaggio di "cittadinanza diplomatica" alle Isole Curili
Nel 1991, dopo la caduta dell'Unione Sovietica, partì per le Isole Curili con l'idea di una missione di "Diplomazia del cittadino", fermandosi alle isole Iturup, Kunashir e Shikotan . Hanno partecipato famiglie e tour. Questo fu il primo viaggio in queste isole da parte di una ONG dal Giapponeda parte di una ONG giapponese senza visto.

### Altre crociere
Negli ultimi 30 anni, Peace Boat ha organizzato oltre 100 viaggi, inclusi oltre 60 viaggi in tutto il mondo, portando oltre 70.000 partecipanti in oltre 270 porti. I partecipanti vanno dai più piccoli alle persone di 90 anni, provenienti da diversi paesi e professioni. L'organizzazione è stata nominata per il premio Nobel nel 2008.

## Campagne e progetti

### Campagna per l'abolizione delle mine antiuomo
Dal 1998, Peace Boat ha continuamente gestito un progetto chiamato P-MAC, o Peace Boat Mine Abolition Campaign, per supportare le organizzazioni che effettuano la rimozione delle mine antiuomo in paesi come la Cambogia e l'Afghanistan . Nel mondo ci sono circa 110 milioni di mine antiuomo nel terreno, e anche ora molti continuano a rimanere feriti o perdere la vita senza lasciare traccia. La maggior parte di queste vittime non sono combattenti ma civili normali. A partire dal 2009, attraverso una serie di campagne, Peace Boat ha raccolto fondi per liberare 886.472 metri quadrati di aree inondate dalle mine antiuomo e aprire cinque scuole elementari . Sono in corso campagne di raccolta fondi.

### Progetto Peace Ball
Dal 1999, Peace Boat ha donato oltre 12.000 palloni da calcio a 43 paesi. Il progetto Peace Ball fornisce palloni da calcio e altre attrezzature sportive ai bambini svantaggiati e utilizza il potere dello sport più popolare al mondo per costruire ponti di comunicazione e solidarietà.

### Programma linguistico GET
Lanciato nel 1999, il programma linguistico GET a bordo consente ai partecipanti di comunicare in modo più efficace con le persone che incontrano a bordo e in porto. Il programma si concentra sulla comunicazione orale, vedendo le lingue come strumenti globali per lo scambio internazionale e interculturale e combina lo studio di classe a bordo con programmi di scambio e soggiorni in porti di scalo selezionati.

### Programma universitario globale
Nel 2000, Peace Boat ha istituito il suo programma di educazione alla pace della Global University. Seminari in mare e tour di studio / esposizione nei porti di scalo costituiscono il curriculum della Global University, un intenso programma di educazione alla pace e alla sostenibilità incentrato sull'apprendimento esperienziale.

### Partenariato globale per la prevenzione dei conflitti armati "Global Partnership for the Prevention of Armed Conflict" (GPPAC)
Nel 2004, Peace Boat è diventata segreteria regionale del Nord-est asiatico per il "Global Partnership for the Prevention of Armed Conflict" ( GPPAC ). Questa è una rete internazionale di ONG impegnate nella costruzione della pace e nella prevenzione dei conflitti. È composto da 15 regioni, ognuna delle quali lavora con un proprio piano d'azione per affrontare questioni specifiche di ciascuna regione.

### Campagna globale per l'articolo 9
Alla luce della pressione del governo giapponese di modificarlo, Peace Boat, insieme all'Associazione internazionale di solidarietà degli avvocati giapponesi (JALISA), nel 2005 ha lanciato la Campagna globale per l'articolo 9 per abolire la guerra. La campagna si impegna non solo a proteggere l'articolo 9 a livello locale, ma anche a costruire un movimento internazionale a sostegno dell'articolo 9 come proprietà condivisa del mondo, chiedendo una pace globale che non si basi sulla forza.

### Campagna di supporto alle vittime vietnamite del defoliante
Dal 2005 al 2008 Peace Boat ha raccolto circa 13000 $ in fondi che sono stati donati alla "Vietnam Association of Victims of Agent Orange" e successivamente utilizzati per coprire una parte dei costi di costruzione di una struttura di supporto alle vittime. Durante la crociera del 2009, Peace Boat ha visitato la struttura con un gruppo di vittime della bomba atomica giapponese e ha tenuto il primo programma di scambio lì.

### Campagna internazionale per l'abolizione delle armi nucleari (ICAN)
La campagna internazionale per l'abolizione delle armi nucleari (International Campaign to Abolish Nuclear Weapons - ICAN) è una coalizione di ONG in 100 paesi in tutto il mondo. Peace Boat fa parte del gruppo direttivo internazionale della campagna, guidato dal membro del comitato esecutivo Kawasaki Akira. L'ICAN ha svolto un importante ruolo alla guida dei sostenitori che ha portato all'adozione di un trattato per vietare le armi nucleari alle Nazioni Unite a New York nel luglio 2017. Nell'ottobre 2017, il comitato Nobel norvegese ha deciso di assegnare il premio Nobel per la pace per il 2017 all'ICAN. L'organizzazione ha ricevuto il premio per il suo lavoro volto ad attirare l'attenzione sulle catastrofiche conseguenze umanitarie di qualsiasi uso di armi nucleari e per i suoi rivoluzionari sforzi per raggiungere un divieto basato su trattati di tali armi.

### Il progetto Hibakusha
Il Progetto Hibakusha è stato avviato da Peace Boat per evidenziare la disumanità delle armi nucleari e per forgiare un percorso verso l'abolizione del nucleare. Come parte del progetto, gli Hibakusha (sopravvissuti alla bomba atomica di Hiroshima e Nagasaki) si uniscono ai viaggi di Peace Boat per dare la loro testimonianza al mondo delle loro esperienze di prima mano con le armi nucleari e chiedere la loro abolizione. Nel 2016, il progetto ha avuto luogo con nove viaggi separati per Peace Boat e oltre 170 Hibakusha hanno viaggiato in tutto il mondo condividendo le loro testimonianze.

### Campagna per gli obiettivi di sviluppo del Millennio di Peace Boat
Dal 2009, Peace Boat gestisce la propria campagna per gli obiettivi di sviluppo del millennio in collaborazione con varie organizzazioni internazionali e ONG per sensibilizzare sugli OSM e sul ruolo della società civile nel raggiungimento di questi obiettivi. La nave di Peace Boat esponeva il logo della Campagna del Millennio delle Nazioni Unite "End Poverty 2015".

### Centro di volontariato per il soccorso in caso di catastrofe
Il Centro di volontariato per il soccorso in caso di calamità di Peace Boat è stato istituito a seguito dell'enorme devastazione causata dal terremoto e dallo tsunami del Grande Giappone orientale del 2011 . Il Centro ha basato le sue attività in una delle aree più colpite, la città di Ishinomaki nella prefettura di Miyagi, e ha inviato lì migliaia di volontari per supportare i residenti locali nello svolgimento delle operazioni di soccorso di emergenza. PBV svolge operazioni di soccorso d'emergenza nazionali e internazionali in siti colpiti da catastrofi naturali come tifoni, inondazioni e forti nevicate. Allo stesso tempo, lavora per la futura prevenzione e riduzione delle catastrofi, costruendo in modo proattivo partenariati con le imprese e le autorità del governo locale e coltivando una rete di leader volontari pronti ad agire. 

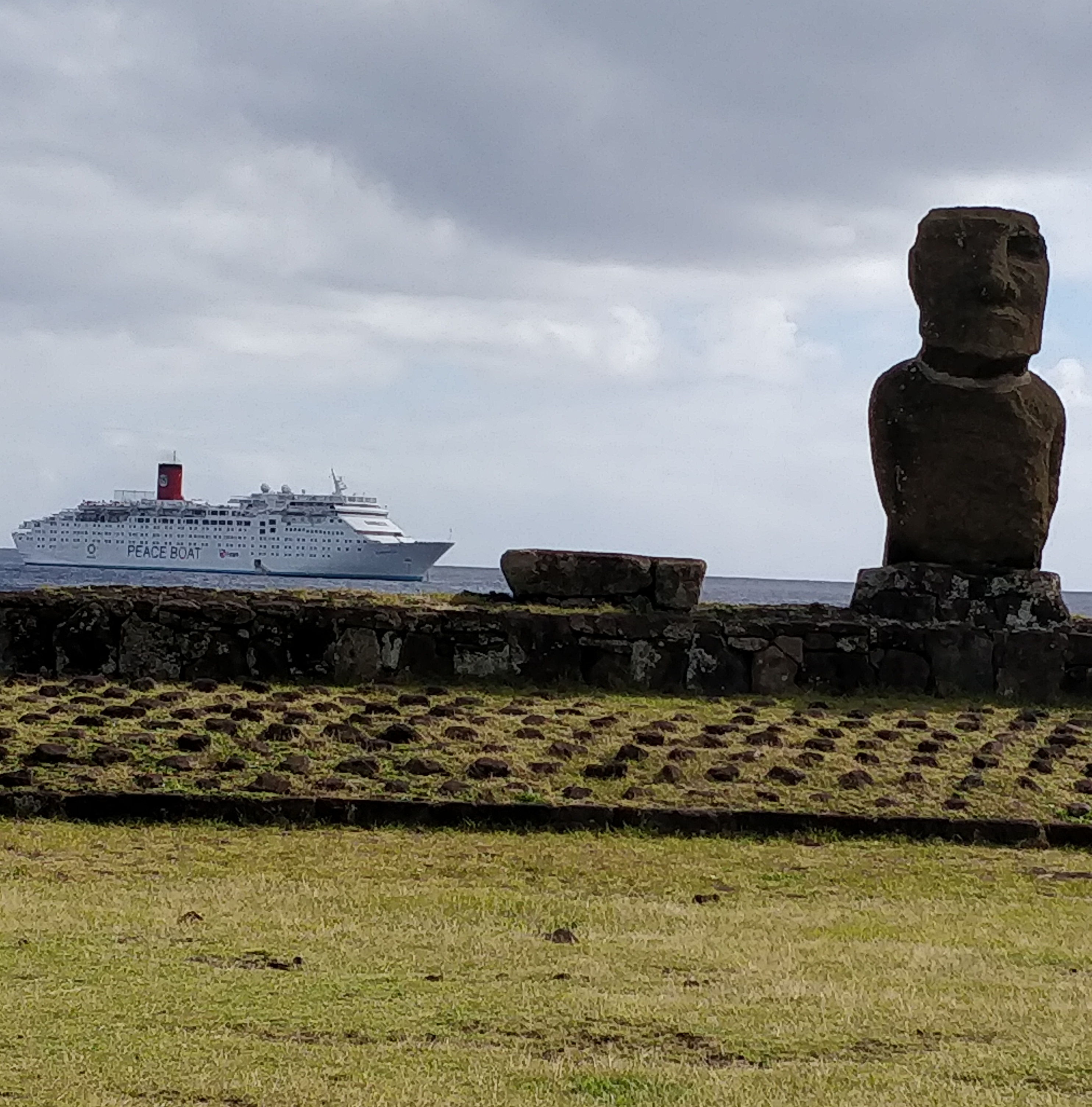
La Peace Boat, Ocean Dream, all'isola di Pasqua nel giugno 2019

### Ecoship
Peace Boat's Ecoship è un programma di trasformazione per costruire la nave da crociera più ecosostenibile del pianeta. Peace Boat ha organizzato una charrette multidisciplinare, riunendo esperti mondiali di settori diversi come l'architettura navale, l'energia rinnovabile e la progettazione biofila e biomimetica con l'obiettivo di definire le specifiche per una nave "riparativa" - dove efficienza energetica radicale e ciclo chiuso dei materiali si combina per un impatto nettamente positivo sull'ambiente. Sarà un fiore all'occhiello per l'azione a difesa del clima. La progettazione dell'intero sistema e la massimizzazione dell'uso di energia rinnovabile consentiranno di ridurre del 40% le emissioni di CO2. L'ecoship è stato introdotto in una conferenza stampa ufficiale alla COP21 .

### Programma degli ambasciatori della gioventù per l'oceano e per il clima
Un gruppo di giovani leader degli Stati in prima linea nei confronti del cambiamento climatico e del degrado marino si sono uniti al 95 ° Global Voyage di Peace Boat a Barcellona a settembre e ottobre 2017 come parte di un nuovo programma per evidenziare queste questioni cruciali e creare slancio per l'azione a difesa del clima e per la XXIII Conferenza delle Parti dell'UNFCCC (COP23) di Bonn 2017. Queste giovani donne e uomini tra i 19 e i 26 anni provenivano dalle regioni dell'Oceano Pacifico, dell'Oceano Indiano e dei Caraibi. Il programma degli ambasciatori della gioventù per l'oceano e per il clima è stato un evento approvato della COP23 in linea con la visione delle Figi per la COP23, riconosciuta dal segretariato della presidenza della COP23. A giugno e luglio 2018, la seconda edizione del programma si è svolta da Stoccolma a New York City. La terza edizione si è svolta a maggio e giugno 2019 da La Valletta a New York.

## Navi

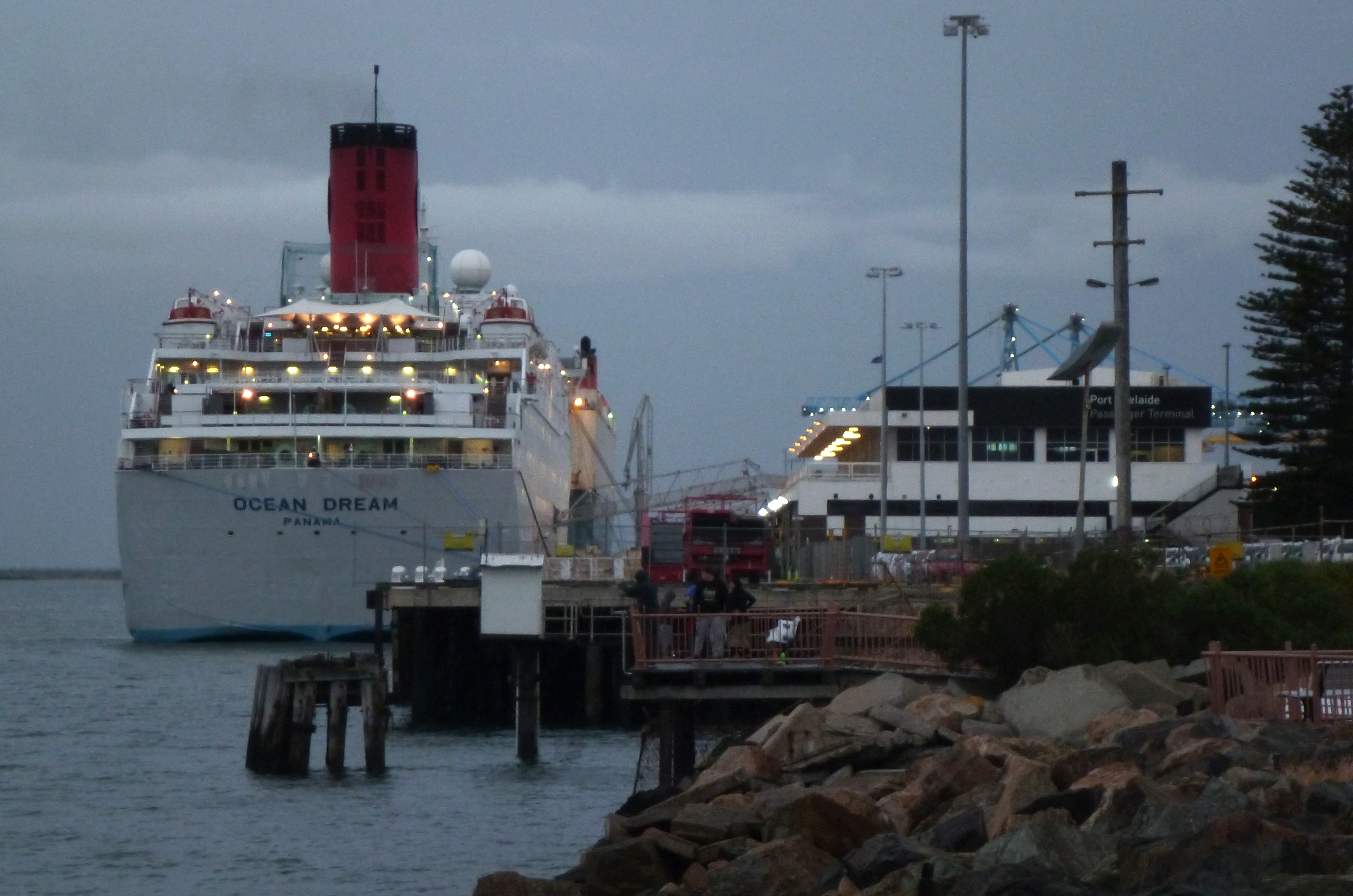
Peace Boat 'Ocean Dream' parte da Port Adelaide, Australia Meridionale (2018)

Durante la sua storia, Peace Boat ha sempre noleggiato navi diverse. Questi sono le più recenti:
- The Topaz (31.500 GT) - Era un transatlantico costruito nel 1955 come "Imperatrice della Gran Bretagna". Utilizzato come Peace Boat tra il 2003 – 2008.
- Clipper Pacific (18.416 GT) - Costruito nel 1970 per Royal Caribbean. Utilizzato per breve tempo come Peace Boat nel 2008. Tuttavia, a causa di numerosi e ripetuti problemi con la nave, il noleggio fu interrotto, terminando nel Pireo, in Grecia, invece di terminare in Giappone come previsto.
- Mona Lisa (28.891 GRT) - Costruito nel 1966 da un cantiere navale in Scozia. Noleggiato per sostituire il Clipper Pacific e completare il resto del viaggio. Operato come Peace Boat tra il 2008 – 2009.
- Oceanic (38.772 GT) - Costruito nel 1965 da un cantiere navale italiano. Operato come Peace Boat tra il 2009 – 2012.
- Ocean Dream (32.265 GT) - Costruita nel 1981 da un cantiere navale danese come Tropicale per Carnival Cruise Line. Operato come Peace Boat tra il 2012-2020.
- The Zenith (47.413 GT) - Costruita nel 1992 da un cantiere navale tedesco come Zenith per Celebrity Cruises. Acquistata da Peace Boat nel 2020 ma mai entrata in servizio.
- Pacific World - Costruita nel 1995 da un cantiere navale italiano come Sun Princess per Princess Cruises. Operato come Peace Boat dal 2020